# 780-talet f.Kr.

## Händelser
- 783 f.Kr. – Shalmaneser IV efterträder sin far Adad-nirari III som kung av Assyrien.
- 782 f.Kr. – Staden Erebuni (Էրեբունի) grundas på order av kung Argishtis I på den plats där nuvarande Jerevan ligger.
- 781 f.Kr. – Zhou you wang blir kung av den kinesiska Zhoudynastin.
- 780 f.Kr.
  - 4 juni – Anteckningar görs i Kina om världens första kända solförmörkelse.[1]

## Avlidna
- 782 f.Kr. – Zhou xuan wang, kung av den kinesiska Zhoudynastin.